# Nomada tiendang
Nomada tiendang är en biart som beskrevs av Kazuhiko Tsuneki 1986. Nomada tiendang ingår i släktet gökbin, och familjen långtungebin. Inga underarter finns listade i Catalogue of Life.